# Rashied Doekhi
Mohamed Rashied Doekhi es un político de la República de Surinam, del Partido Nacional Democrático, que es el partido político al que pertenece el coronel Dési Bouterse. En 2000 Doekhi se presentó como candidato presidencial en su país.

## Biografía
Doekhi nació en una familia de clase media alta en Paramaribo. No se sabe que día nació, pero desde muy pequeño se preocupó por la política de su país y al graduarse de político, se unió al Partido Nacional Democrático.
Tras la independencia de Surinam ocupó varios puestos en el gabinete del presidente Johan Ferrier. Tras ser derrocado este por el coronel Desi Bouterse participó en el gobierno, al igual que en el de Henk Chin A Sen.

## Elecciones de 2000
En las elecciones de mayo de 2000 fue apoyado no solo por su partido, sino también por Desi Bouterse, pero solo obtuvo el 20% en el congreso, contra su contrincante Ronald Venetiaan.
En las elecciones presidenciales de junio de 2000 perdió con 20 diputados contra 31 de Ronald Venetiaan, quien fue juramentado el siguiente día como presidente.

## Vida
Después de su pérdida en las elecciones de 2000 se mantuvo en contra del gobierno de Venetiaan pero no aceptó una candidatura para las elecciones de 2005, sino que apoyó al candidato opositor, que tampoco salió favorecido.